# Selección de fútbol sub-21 de Escocia
La selección de fútbol sub-21 de Escocia, controlado por la Asociación de Fútbol de Escocia, es el equipo de Escocia sub-21 y se considera que es un equipo de paso para el equipo nacional de fútbol de Escocia.
Como equipo europeo sub-21, Escocia compite en la Eurocopa Sub-21, que suele celebrarse cada dos años. El equipo se ha clasificado para las etapas finales de estos Campeonatos en seis ocasiones, aunque no desde 1996. No existe una copa mundial para selecciones nacionales sub-21. El rendimiento en el Campeonato de Europa determina la clasificación para el fútbol en los Juegos Olímpicos, en los que Escocia no puede competir.

## Historia
Escocia jugó partidos internacionales sub-23, principalmente amistosos contra Inglaterra y Gales, desde 1955 hasta 1975. Escocia participó por primera vez en la Eurocopa Sub-21 para selecciones nacionales sub-23 en 1975–76. Escocia alcanzó los cuartos de final, pero Países Bajos fue eliminada en la tanda de penaltis. Entonces nació un equipo sub-21, que reemplazó al equipo sub-23, cuando la UEFA redujo el límite de edad.
Los escoceses sub-21 han llegado a los cuartos de final del torneo europeo en tres ocasiones (1982, 1992 y 1996), mientras que disputaron los cuartos de final en otras tres ocasiones (1980, 1984 y 1988). El equipo se clasificó para los Juegos Olímpicos de 1992 y los Juegos Olímpicos de 1996, pero no pudo competir debido a que Escocia no estaba representada de forma independiente en el Comité Olímpico Internacional. Sin embargo, al igual que la selección nacional completa, la selección sub-21 no se ha clasificado para un torneo final desde finales de la década de 1990. El equipo sub-21 alcanzó la ronda de playoffs de los torneos de 2004 y 2011, pero perdió ante Croacia e Islandia. respectivamente.

## Participaciones

### Eurocopa Sub-21
| Fase final | Fase final                  | Fase final                  |                | Clasificación  | Clasificación  | Clasificación  | Clasificación  | Clasificación  | Clasificación  | Clasificación  |
| Año        | Resultado                   | Pos.                        | PJ             | PG             | PE             | PP             | GF             | GC             | Dif.           |                |
| ---------- | --------------------------- | --------------------------- | -------------- | -------------- | -------------- | -------------- | -------------- | -------------- | -------------- | -------------- |
| Sub-23     |                             |                             |                |                |                |                |                |                |                |                |
| 1972       | No participó o no clasificó | No participó o no clasificó |                | No participó   | No participó   | No participó   | No participó   | No participó   | No participó   | No participó   |
| 1976       | No participó o no clasificó | No participó o no clasificó | 6              | 5              | 0              | 1              | 13             | 4              | +9             |                |
| Sub-21     |                             |                             |                |                |                |                |                |                |                |                |
| 1978       | No clasificó                | No clasificó                |                | 4              | 2              | 1              | 1              | 5              | 4              | +1             |
| 1980       | Cuartos de final            | 11.º                        | 7              | 3              | 3              | 1              | 14             | 7              | +7             |                |
| 1982       | Semifinal                   | 6.º                         | 8              | 3              | 3              | 2              | 9              | 6              | +3             |                |
| 1984       | Cuartos de final            | 11.º                        | 8              | 5              | 2              | 1              | 14             | 10             | +4             |                |
| 1986       | No clasificó                | No clasificó                | 4              | 1              | 1              | 2              | 1              | 4              | -3             |                |
| 1988       | Cuartos de final            | 11.º                        | 6              | 3              | 1              | 2              | 7              | 4              | +3             |                |
| 1990       | No clasificó                | No clasificó                | 6              | 1              | 1              | 4              | 7              | 13             | -6             |                |
| 1992       | Semifinal                   | Medalla de bronce           | 10             | 6              | 2              | 2              | 18             | 10             | +8             |                |
| 1994       | No clasificó                | No clasificó                | 8              | 2              | 2              | 4              | 8              | 11             | -3             |                |
| 1996       | Por el 3.º lugar            | 4.º                         | 12             | 8              | 0              | 4              | 21             | 10             | +11            |                |
| 1998       | No clasificó                | No clasificó                | 10             | 2              | 1              | 7              | 10             | 20             | -10            |                |
| 2000       | No clasificó                | No clasificó                | 10             | 4              | 2              | 4              | 18             | 12             | +6             |                |
| 2002       | No clasificó                | No clasificó                | 6              | 2              | 2              | 2              | 6              | 6              | 0              |                |
| 2004       | No clasificó                | No clasificó                | 8              | 5              | 1              | 2              | 11             | 8              | 3              |                |
| 2006       | No clasificó                | No clasificó                | 10             | 1              | 3              | 6              | 6              | 17             | -11            |                |
| 2007       | No clasificó                | No clasificó                | 2              | 0              | 0              | 2              | 1              | 4              | -3             |                |
| 2009       | No clasificó                | No clasificó                | 8              | 5              | 1              | 2              | 17             | 6              | 11             |                |
| 2011       | No clasificó                | No clasificó                | 10             | 5              | 2              | 3              | 18             | 11             | 7              |                |
| 2013       | No clasificó                | No clasificó                | 8              | 3              | 4              | 1              | 16             | 9              | 7              |                |
| 2015       | No clasificó                | No clasificó                | 8              | 3              | 2              | 3              | 12             | 15             | -3             |                |
| 2017       | No clasificó                | No clasificó                | 10             | 2              | 2              | 6              | 8              | 17             | -9             |                |
| / 2021     | Por determinar              | Por determinar              | Por determinar | Por determinar | Por determinar | Por determinar | Por determinar | Por determinar | Por determinar | Por determinar |
| / 2023     | Por determinar              | Por determinar              | Por determinar | Por determinar | Por determinar | Por determinar | Por determinar | Por determinar | Por determinar | Por determinar |
| Total      | 0 títulos                   | 6/22                        |                | 169            | 71             | 38             | 62             | 240            | 208            | 32             |

### Otros torneos
| Año  | Pos.              | Ref.               |
| ---- | ----------------- | ------------------ |
| 1977 | 6.º               | [ 1 ]              |
| 1991 | Medalla de bronce | [ 2 ]              |
| 1992 | 8.º               | [ 3 ]              |
| 1993 | Medalla de bronce | [ 4 ]              |
| 1994 | 6.º               | [ 5 ]              |
| 1995 | 4.º               | [ 6 ]              |
| 1997 | Medalla de oro    | [ 7 ]              |
| 2000 | 9.º               | [ 8 ] [ 9 ] [ 10 ] |
| 2017 | Medalla de bronce | [ 11 ]             |
| 2018 | 4.º               | [ 12 ]             |

## Entrenadores

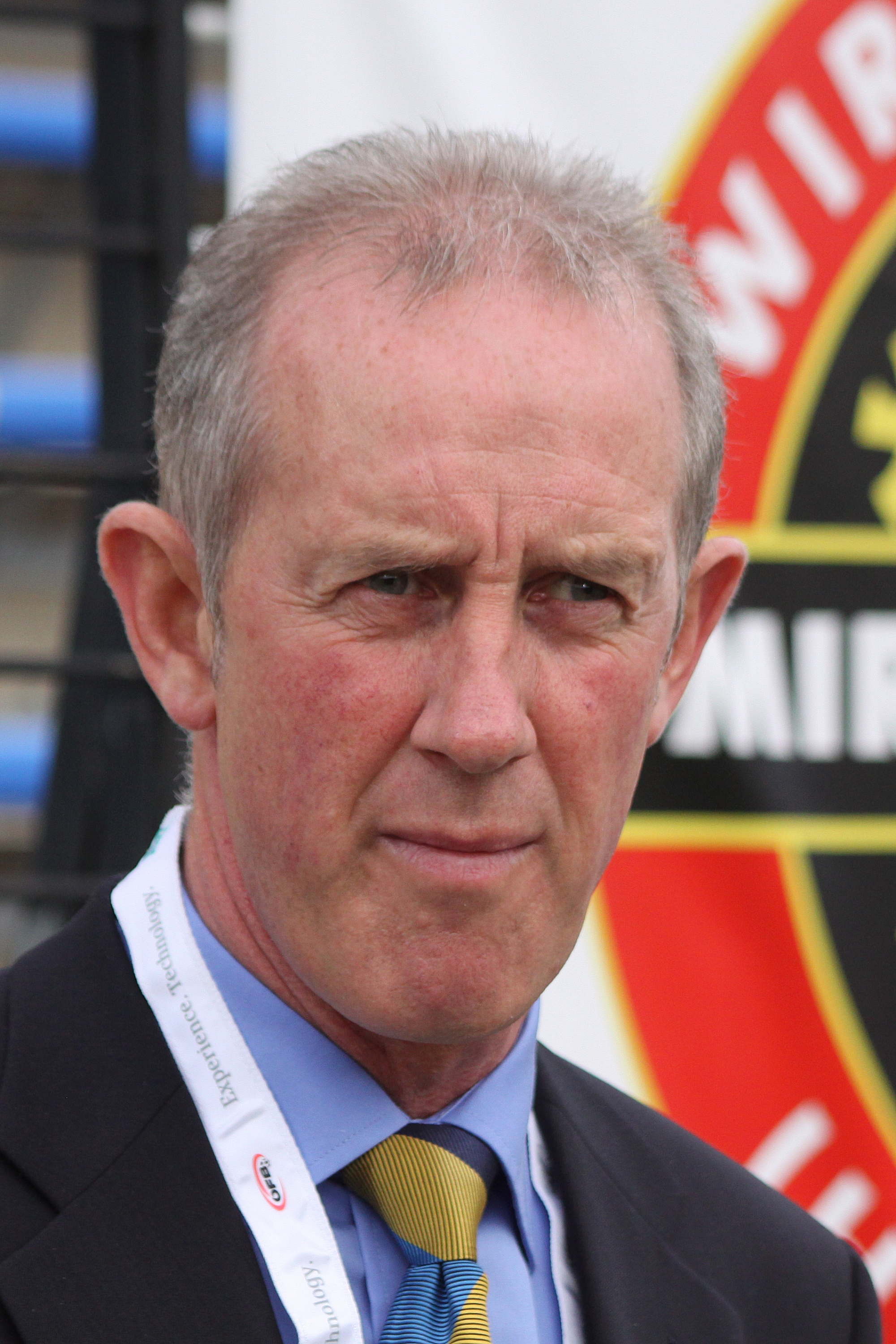
Billy Stark, entrenador del seleccionado de 2008 a 2014.

Archie Knox dejó su puesto como entrenador de las selecciones juveniles nacionales de Escocia el 30 de agosto de 2007 para dedicarse a tiempo completo al Bolton Wanderers como coordinador de entrenadores, Maurice Malpas asumió el cargo temporalmente. En enero de 2008 la SFA nombró a un nuevo entrenador a tiempo completo en Billy Stark, que dejó su trabajo como entrenador de los Queens Park Rangers de la Segunda División para tomar la dirigencia. Stark renunció al cargo en noviembre de 2014.
| Nombre                     | Periodo       |
| -------------------------- | ------------- |
| Andy Roxburgh              | 1975-1982     |
| Walter Smith               | 1982-1986     |
| Craig Brown                | 1986-1993     |
| Tommy Craig                | 1993–1998     |
| Alex Smith                 | 1998-2002     |
| Rainer Bonhof              | 2002-2005     |
| Maurice Malpas (asistente) | 2005-2006     |
| Archie Knox                | 2006-2007     |
| Maurice Malpas (asistente) | 2007-2008     |
| Billy Stark                | 2008-2014     |
| Ricky Sbragia (asistente)  | 2014-2015     |
| Danny Lennon (asistente)   | 2015          |
| Ricky Sbragia              | 2015-2016     |
| Scot Gemmill               | 2016-presente |

## Jugadores

### Equipo actual
| No. | Pos.           | Jugador          | Fecha de nacimiento (edad)         | Tapas | Metas | Club                                      |
| --- | -------------- | ---------------- | ---------------------------------- | ----- | ----- | ----------------------------------------- |
| 1   | Portero        | Brian Kinnear    |                                    | 0     | 0     | Rangers                                   |
| 12  | Portero        | Ross Doohan      | 29 de marzo de 1998 (23 años)      | 13    | 0     | Ross County (cedido por Celtic)           |
| 21  | Portero        | Robby McCrorie   | 18 de marzo de 1998 (23 años)      | 7     | 0     | Livingston (cedido por los Rangers)       |
| 2   | Defensa        | Patrick Reading  | 29 de mayo de 1999 (21 años)       | 6     | 0     | Ayr United                                |
| 3   | Defensa        | Daniel Harvie    | 14 de julio de 1998 (22 años)      | 15    | 0     | Milton Keynes Dons                        |
| 4   | Defensa        | Ryan Porteous    | 25 de marzo de 1999 (22 años)      | 14    | 0     | Hibernian                                 |
| 5   | Defensa        | George Johnston  | 1 de septiembre de 1998 (22 años)  | 10    | 0     | Feyenoord                                 |
| 7   | Defensa        | Nathan Patterson | 16 de octubre de 2001 (19 años)    | 4     | 0     | Rangers                                   |
| 16  | Defensa        | Tom McIntyre     | 6 de noviembre de 1998 (22 años)   | 3     | 0     | Reading                                   |
| 17  | Defensa        | Stephen Welsh    | 19 de enero de 2000 (21 años)      | 0     | 0     | Celtic                                    |
| 22  | Defensa        | Lewis May        | 19 de marzo de 2000 (21 años)      | 3     | 0     | Rangers                                   |
| 6   | Centrocampista | Allan Campbell   | 4 de julio de 1998 (22 años)       | 24    | 1     | Motherwell                                |
| 8   | Centrocampista | Lewis Fiorini    | 17 de mayo de 2002 (18 años)       | 1     | 0     | NAC Breda (cedido por el Manchester City) |
| 10  | Centrocampista | Billy Gilmour    | 11 de junio de 2001 (19 años)      | 12    | 1     | Chelsea                                   |
| 14  | Centrocampista | David Turnbull   | 10 de julio de 1999 (21 años)      | 5     | 1     | Celtic                                    |
| 15  | Centrocampista | Barry Maguire    | 27 de abril de 1998 (22 años)      | 7     | 2     | Motherwell                                |
| 19  | Centrocampista | Lewis Ferguson   | 24 de agosto de 1999 (21 años)     | 11    | 0     | Aberdeen                                  |
| 20  | Centrocampista | Ross McCrorie    | 18 de marzo de 1998 (23 años)      | 20    | 1     | Aberdeen (cedido por Rangers)             |
| 9   | Delantero      | Fraser Hornby    | 13 de septiembre de 1999 (21 años) | 18    | 10    | Stade de Reims                            |
| 11  | Delantero      | Glenn Middleton  | 1 de enero de 2000 (21 años)       | 15    | 3     | Rangers                                   |
| 18  | Delantero      | Connor McLennan  | 5 de octubre de 1999 (21 años)     | 9     | 4     | Aberdeen                                  |

### Llamados recientes
Los siguientes jugadores también han sido convocados para la selección sub-21 de Escocia durante el último año y siguen siendo elegibles (se muestran los clubes actuales) .
| Pos.           | Jugador        | Fecha de nacimiento (edad)         | Pdos. | Goles | Club                                                  | Última convocatoria                  |
| -------------- | -------------- | ---------------------------------- | ----- | ----- | ----------------------------------------------------- | ------------------------------------ |
| Portero        | Kieran Wright  | 1 de abril de 2000 (21 años)       | 1     | 0     | Partick Thistle (cedido por Rangers)                  | vs. San Marino, octubre de 2020      |
| Portero        | Peter Morrison | 27 de febrero de 1998 (23 años)    | 0     | 0     | Motherwell                                            | vs. San Marino, octubre de 2020      |
| Portero        | Archie Mair    |                                    | 0     | 0     | Norwich City                                          | vs. Lituania, septiembre de 2020     |
| Defensa        | Harrison Ashby | 14 de noviembre de 2001 (19 años)  | 2     | 1     | West Ham United                                       | vs. Croacia, noviembre de 2020       |
| Defensa        | Aaron Hickey   | 10 de junio de 2002 (18 años)      | 0     | 0     | Bolonia                                               | vs. Croacia, noviembre de 2020       |
| Centrocampista | Kai Kennedy    | 28 de marzo de 2002 (19 años)      | 0     | 0     | Inverness Caledonian Thistle (cedido por los Rangers) | vs. Croacia, noviembre de 2020       |
| Centrocampista | Kyle Magennis  | 26 de agosto de 1998 (22 años)     | 5     | 0     | Hibernian                                             | vs. Croacia, noviembre de 2020       |
| Centrocampista | Andy Irving    | 13 de mayo de 2000 (20 años)       | 1     | 0     | Heart of Midlothian                                   | vs. San Marino, octubre de 2020      |
| Centrocampista | Kerr McInroy   | 31 de agosto de 2000 (20 años)     | 1     | 0     | Dunfermline Athletic (cedido por Celtic)              | vs. San Marino, octubre de 2020      |
| Centrocampista | Stephen Kelly  | 13 de abril de 2000 (21 años)      | 3     | 0     | Ross County (cedido por Rangers)                      | vs. San Marino, octubre de 2020      |
| Centrocampista | Dean Campbell  | 19 de marzo de 2001 (20 años)      | 0     | 0     | Aberdeen                                              | vs. Lituania, septiembre de 2020     |
| Centrocampista | Lewis Smith    | 16 de marzo de 2000 (21 años)      | 1     | 0     | Hamilton Academical                                   | vs. Lituania, septiembre de 2020     |
| Centrocampista | Lewis Moore    | 4 de junio de 1998 (22 años)       | 0     | 0     | Heart of Midlothian                                   | Marzo de 2020                        |
| Delantero      | Bruce Anderson | 23 de septiembre de 1998 (22 años) | 0     | 0     | Ayr United (cedido por el Aberdeen)                   | vs. San Marino, octubre de 2020      |
| Delantero      | Logan Chalmers | 24 de marzo de 2000 (21 años)      | 1     | 0     | Dundee United                                         | vs. San Marino, octubre de 2020      |
| Delantero      | James Scott    | 30 de agosto de 2000 (20 años)     | 2     | 0     | Hull City                                             | vs. República Checa, octubre de 2020 |
| Delantero      | Liam McCarron  | 7 de marzo de 2001 (20 años)       | 0     | 0     | Leeds United                                          | vs. Lituania, septiembre de 2020     |
| Delantero      | Louis Appéré   | 26 de marzo de 1999 (22 años)      | 0     | 0     | Dundee United                                         | Marzo de 2020                        |
| Delantero      | Jamie Gullan   | 2 de julio de 1999 (21 años)       | 0     | 0     | Hibernian                                             | Marzo de 2020                        |

## Estadísticas

### Más participaciones
A partir del partido disputado el 17 de noviembre de 2020.
| Pos. | Nombre           | Años      | Clubs                                            | Pdos. | Goles | Prom. |
| ---- | ---------------- | --------- | ------------------------------------------------ | ----- | ----- | ----- |
| 1    | Christian Dailly | 1990-1996 | Dundee United                                    | 35    | 5     | 0,14  |
| 2    | Steven Pressley  | 1993–1996 | Rangers, Coventry City, Dundee United            | 27    | 1     | 0,04  |
| 3    | Allan Campbell   | 2017-2020 | Motherwell                                       | 24    | 1     | 0,04  |
| 4    | Paul Hanlon      | 2009-2012 | Hibernian                                        | 23    | 3     | 0,13  |
| 5    | Craig Easton     | 1997-2001 | Dundee United                                    | 22    | 2     | 0,09  |
| 5    | Gary Naysmith    | 1996–1999 | Heart of Midlothian                              | 22    | 0     | 0     |
| 7    | Shaun Maloney    | 2001-2005 | Celtic                                           | 21    | 5     | 0,24  |
| 7    | Stuart Armstrong | 2010-2014 | Dundee United                                    | 20    | 4     | 0,2   |
| 7    | Jamie McCunnie   | 2001-2005 | Dundee United, Ross County, Dunfermline Athletic | 20    | 1     | 0,05  |
| 7    | Jordan McGhee    | 2001-2005 | Heart of Midlothian                              | 20    | 0     | 0     |
| 11   | Ross McCrorie    | 2016-2020 | Rangers, Portsmouth, Aberdeen                    | 20    | 1     | 0,05  |

Nota: Club(s) representa los clubes con los que estuvo el jugador mientras jugaba para la selección sub-21 de Escocia. Los jugadores en negrita son elegibles para jugar para el equipo ahora.

### Máximos goleadores
A partir del partido disputado el 17 de noviembre de 2020.
| Pos. | Nombre           | Años            | Clubs                              | Pdos. | Goles | Prom. |
| ---- | ---------------- | --------------- | ---------------------------------- | ----- | ----- | ----- |
| 1    | Fraser Hornby    | 2018-actualidad | Everton, Kortrijk, Reims           | 18    | 10    | 0,56  |
| 2    | Jordan Rhodes    | 2011-2012       | Huddersfield Town                  | 8     | 8     | 1     |
| 2    | Scott Booth      | 1990-1993       | Aberdeen                           | 15    | 8     | 0,53  |
| 4    | Chris Maguire    | 2008-2010       | Aberdeen                           | 12    | 6     | 0,5   |
| 4    | Jamie Murphy     | 2008-2010       | Motherwell                         | 13    | 6     | 0,46  |
| 4    | Jim Hamilton     | 1995-1997       | Dundee United, Heart of Midlothian | 14    | 6     | 0,43  |
| 4    | Mark Burchill    | 1998-2001       | Celtic                             | 15    | 6     | 0.4   |
| 8    | Steven Fletcher  | 2006-2008       | Hibernian                          | 7     | 5     | 0,71  |
| 8    | Tony Watt        | 2012-2013       | Celtic                             | 9     | 5     | 0,56  |
| 8    | Gerry Creaney    | 1990–1992       | Celtic                             | 12    | 5     | 0,42  |
| 8    | Steven Thompson  | 1997–1999       | Dundee United                      | 12    | 5     | 0,42  |
| 8    | Simon Lynch      | 2002-2003       | Celtic                             | 13    | 5     | 0,38  |
| 8    | Steven Naismith  | 2005-2008       | Kilmarnock, Rangers                | 16    | 5     | 0,31  |
| 8    | Shaun Maloney    | 2001-2005       | Celtic                             | 21    | 5     | 0,24  |
| 8    | Christian Dailly | 1990-1996       | Dundee United                      | 35    | 5     | 0,14  |

Nota: Club(s) representa los clubes con los que estuvo el jugador mientras jugaba para la selección sub-21 de Escocia. Los jugadores en negrita son elegibles para jugar para el equipo ahora.